# Rida, rida ranka

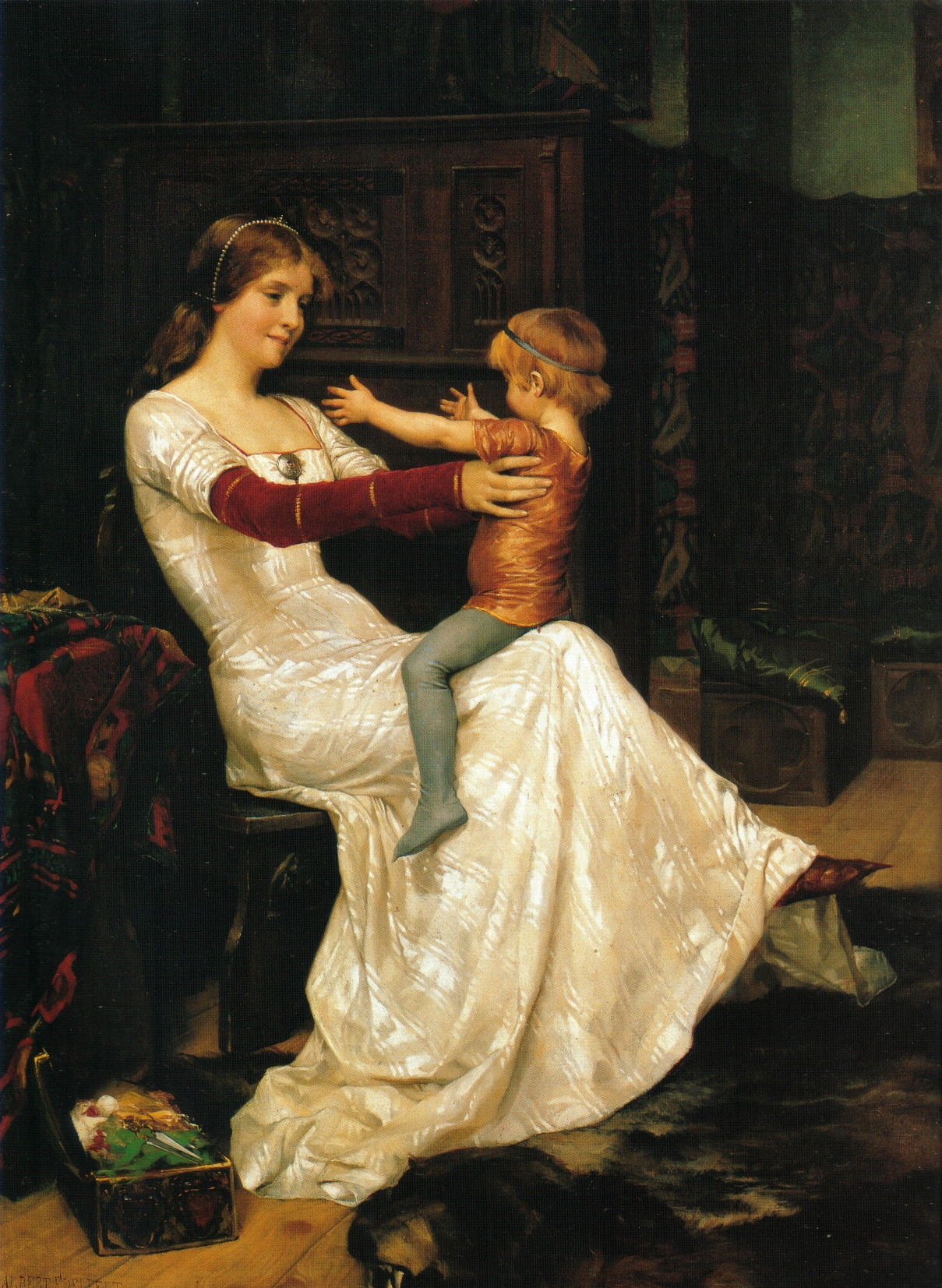
La reine Blanche de Namur chante la chanson Rida, rida ranka pour son fils Håkan sur un tableau d'Albert Edelfelt de 1877.

Rida, rida ranka est une comptine populaire des pays nordiques.
Zacharias Topelius a publié une variante de Rida, rida ranka dans sa collection Lectures pour les enfants (sv) en 1871. Il s'agit d'une nouvelle sur la reine Blanche de Namur, épouse du roi Magnus IV de Suède, qui chante la chanson pour son fils Håkan, qui deviendra roi de Norvège. L'histoire met en scène Marguerite, la fille de Valdemar, roi de Danemark, mariée à l'âge de 10 ans à Håkan.
Cette interprétation de Topelius a inspiré l'artiste Albert Edelfelt pour sa peinture La Reine Blanche, qui à son tour a inspiré le professeur Hans Henric Hallbäck (sv) pour la chanson Rida ranka, sur une musique du compositeur August Ekenberg (sv).
Des centaines de disques et d'enregistrements de différentes variantes peuvent être trouvés aux archives de la chanson suédoise (sv).
Variation du recueil de chansons Visbok, 1923
Rida rida Ranka

hästen heter Blanka

Vart ska vi rida?

Till en liten piga

Vad kan hon heta?

Jungfru Margareta

den tjocka och den feta

...
Version d'Hans Henric Hallbäcks
Rida, rida ranka,

hästen heter Blanka.

Liten riddare så rar

ännu inga sporrar har.

När han dem har vunnit,

barndomsro försvunnit.

...

## Source
- (sv) Mattsson Christina et Norlén Håkan, Visan vi inte minns: en sammanställning, Stockholm, Sveriges radio, 1980 (ISBN 91-522-1598-9).